# Баков-над-Йизероу
Баков-над-Йизероу (чеш. Bakov nad Jizerou) — город в районе Млада-Болеслав Среднечешского края Чехии. Город расположен на берегу Йизера, в 10 километрах к северу от Млада-Болеслава, недалеко от международной трассы E65.

## История
Впервые поселение упоминается в 1345 году в составе прихода церкви святого Варфоломея, подчинённой цистерцианскому монастырю в Мнихово-Градиште.
В 1497 году Баков-над-Йизероу получил статус города, в XVI веке стал наследственной вотчиной рода Вартенберковых (чеш. Vartenberkové). После того, как эта семья во время чешского восстания против императора Фердинанда II в 1618 году поддержала повстанцев, имущество Вартенберковых в 1622 году было конфисковано, в том числе и Баков-над-Йизероу. В 1623 году право на владение приобрёл Альбрехт Валленштейн из рода Вальдштейнов, во владении которых город находился до 1848 года.
22 мая 1643 года Баков-над-Йизероу был разграблен и сожжён шведами. Второй раз город перенёс пожар в 1866 году. Спустя год в Бакове-над-Йизероу случилась сильная эпидемия холеры, и численность населения сократилась вдвое.

## Достопримечательности
- Костёл святого Варфоломея;
- Чумной столб Святой Троицы;
- Кладбище и часовня святой Варвары;
- Крепость Студенка (чеш. Tvrz Studénka).

На территории общины располагается один из природных заповедников Чехии (чеш. Vrch Baba u Kosmonos) и памятник природы (чеш. Podhradská tůň).

## Население
| Год  | Численность | Численность |
| ---- | ----------- | ----------- |
| 1869 | 3233        | [ 8 ]       |
| 1880 | 3611        | [ 8 ]       |
| 1890 | 3845        | [ 8 ]       |
| 1900 | 4065        | [ 8 ]       |
| 1910 | 4719        | [ 8 ]       |
| 1921 | 4745        | [ 8 ]       |
| 1930 | 5603        | [ 8 ]       |
| 1950 | 4733        | [ 8 ]       |
| 1961 | 5020        | [ 8 ]       |
| 1970 | 4792        | [ 8 ]       |
| 1980 | 4601        | [ 8 ]       |
| 1991 | 4369        | [ 8 ]       |
| 2001 | 4544        | [ 8 ]       |
| 2011 | 4978        | [ 8 ]       |
| 2014 | 5071        | [ 9 ]       |
| 2016 | 5176        | [ 10 ]      |
| 2017 | 5158        | [ 11 ]      |
| 2018 | 5148        | [ 12 ]      |
| 2019 | 5156        | [ 13 ]      |
| 2020 | 5175        | [ 14 ]      |
| 2021 | 5141        | [ 15 ]      |
| 2022 | 4967        | [ 16 ]      |
| 2023 | 5202        | [ 17 ]      |
| 2024 | 5316        | [ 3 ]       |